# Велики Липовец (Самобор)
Велики Липовец је насељено место у граду Самобор, Загребачка жупанија, Хрватска.

## Историја
До територијалне реорганизације у Хрватској био је у саставу старе загребачке приградске општине Самобор.

## Становништво
У попису становништва из 2011. године, Велики Липовец је имао 85 становника.
| Број становника према пописима | Број становника према пописима | Број становника према пописима | Број становника према пописима | Број становника према пописима | Број становника према пописима | Број становника према пописима | Број становника према пописима | Број становника према пописима | Број становника према пописима | Број становника према пописима | Број становника према пописима | Број становника према пописима | Број становника према пописима | Број становника према пописима | Број становника према пописима |
| ------------------------------ | ------------------------------ | ------------------------------ | ------------------------------ | ------------------------------ | ------------------------------ | ------------------------------ | ------------------------------ | ------------------------------ | ------------------------------ | ------------------------------ | ------------------------------ | ------------------------------ | ------------------------------ | ------------------------------ | ------------------------------ |
| 1857                           | 1869                           | 1880                           | 1890                           | 1900                           | 1910                           | 1921                           | 1931                           | 1948                           | 1953                           | 1961                           | 1971                           | 1981                           | 1991                           | 2001                           | 2011                           |
| 183                            | 192                            | 234                            | 123                            | 92                             | 123                            | 130                            | 164                            | 178                            | 179                            | 170                            | 133                            | 126                            | 109                            | 99                             | 85                             |

Напомена: Насеље Велики Липовец 1890. и 1900. исказивано је под именом Доњи Липовец, а од 1910. до 1931. под именом Доњи Подвршки Липовец. Садржи податке за бивше насеље Липовец из 1857. до 1880.